# Incubatore cellulare

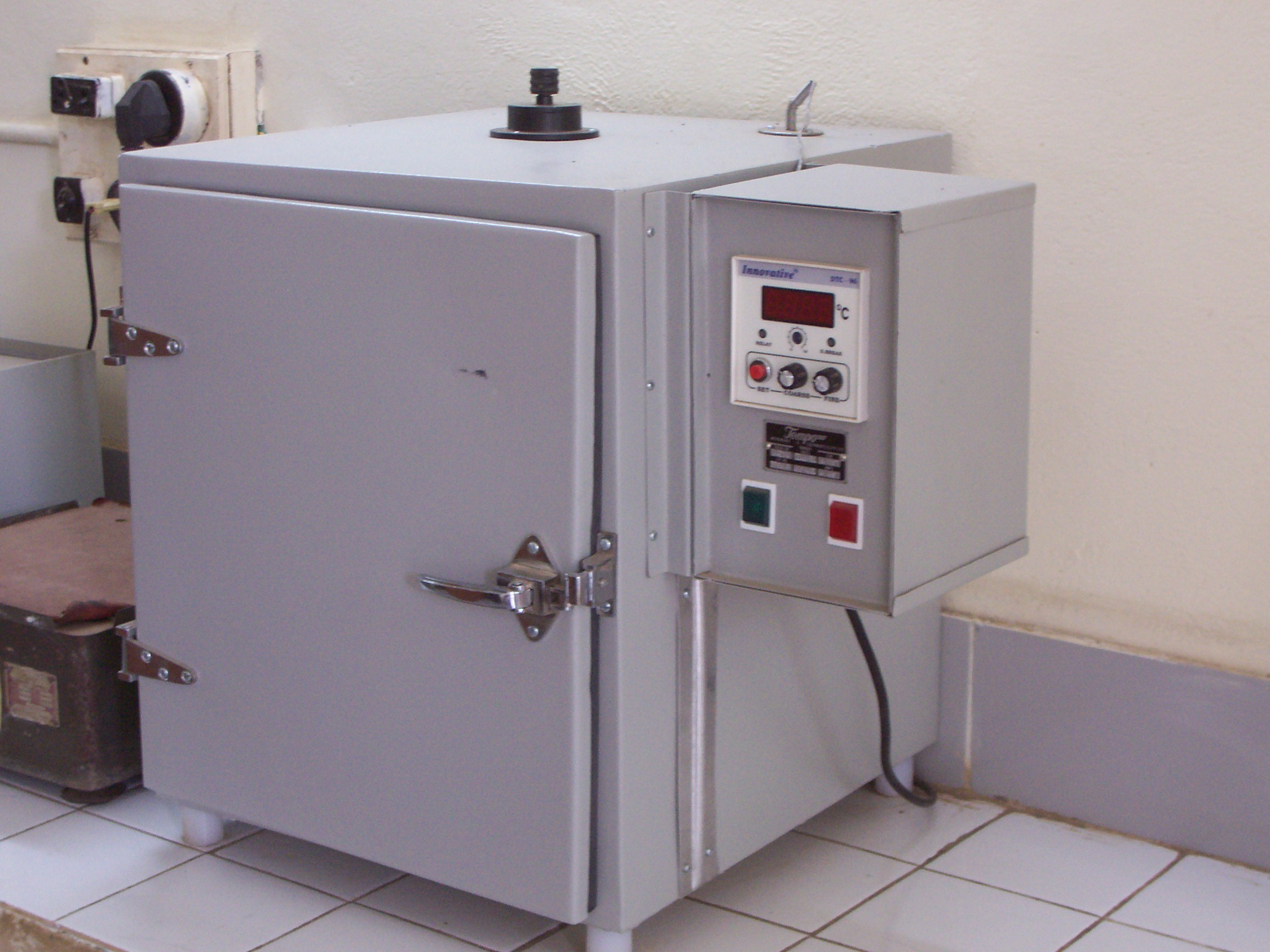
Incubatore per colture microbiologiche

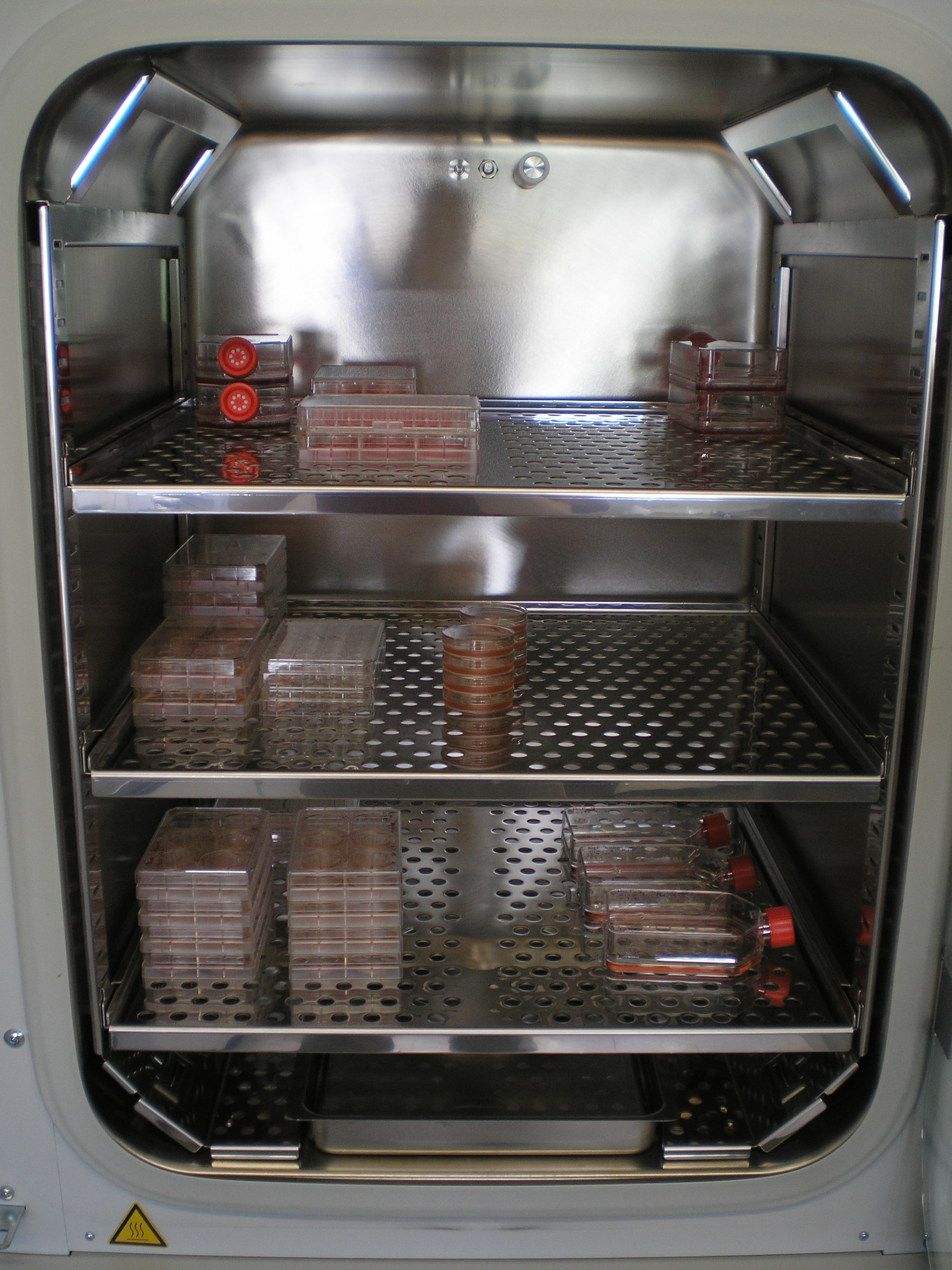
Interno di un incubatore per colture cellulari

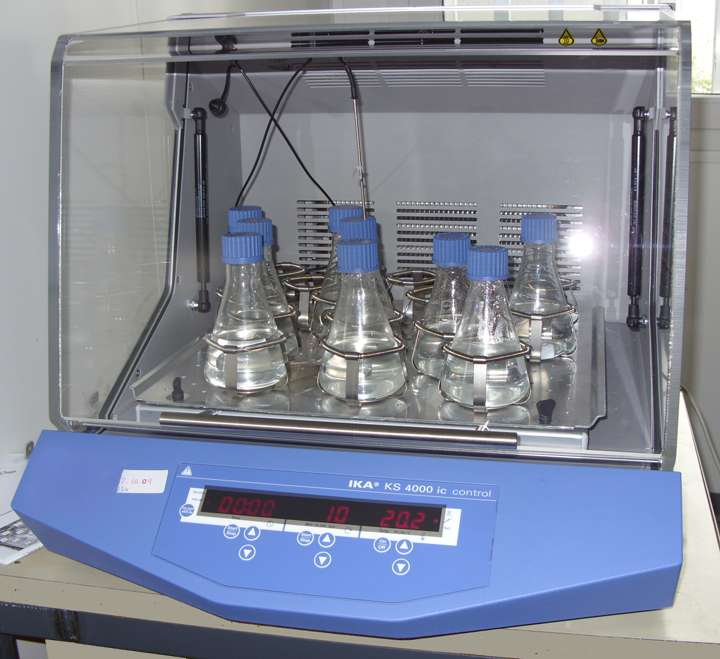
Incubatore dotato di agitatore rotorbitale che permette di mantenere in sospensione le colture

In biologia un incubatore cellulare è un apparecchio utilizzato per mantenere le colture microbiologiche e le colture cellulari.
L'incubatore mantiene le condizioni ambientali ottimali per le colture, mantenendo stabili alcuni parametri quali la temperatura, umidità e tensione dei gas (anidride carbonica e ossigeno) all'interno.
Un'incubatrice è un dispositivo isolato e chiuso utilizzato nei laboratori biologici. Crea un ambiente ottimale necessario per la crescita dei microrganismi fornendo temperatura, umidità e altre condizioni ambientali ottimali come il contenuto di CO2 e ossigeno all'interno dell'atmosfera.
Nei laboratori viene utilizzato per coltivare e mantenere colture microbiologiche o colture cellulari. Sia gli organismi cellulari batterici che quelli eucariotici vengono coltivati utilizzando un'incubatrice.
Tutti gli incubatori funzionano basandosi su un principio semplice: i microrganismi richiedono un ambiente ottimale per la loro crescita e sviluppo. Un incubatore fornisce un livello ottimale di temperatura, umidità, ossigeno e anidride carbonica affinché i microrganismi possano moltiplicarsi e aumentare di numero.
Gli incubatori contengono un termostato che mantiene la temperatura interna dell'incubatore. Possiamo monitorare questa temperatura dall'esterno tramite un termometro. Utilizzando cicli di riscaldamento e non-riscaldamento, manteniamo la temperatura interna dell'incubatore.
Nel ciclo di riscaldamento, il termostato aumenta la temperatura dell'incubatore, mentre nel ciclo di non-riscaldamento, l'incubatore viene raffreddato irradiando calore all'ambiente circostante. Il cabinet contiene un sistema di isolamento che lo separa dall'esterno e consente ai microrganismi di crescere efficacemente.
Allo stesso modo, l'incubatore mantiene anche altri parametri come umidità, flusso d'aria, concentrazione di CO2, pH, attraverso diversi meccanismi necessari per la crescita degli organismi.
Alcuni incubatori contengono anche un agitatore o un dispositivo di aerazione che agita continuamente la coltura per l'aerazione cellulare e gli studi di solubilità.